# Wuhai
Wuhai (chiń. upr. 乌海; chiń. trad. 烏海; pinyin Wūhǎi; mong. Üqai) – miasto o statusie prefektury miejskiej w Chinach, w regionie autonomicznym Mongolia Wewnętrzna. Prefektura miejska w 1999 roku liczyła 405 921 mieszkańców.

## Podział administracyjny
Prefektura miejska Wuhai podzielona jest na:
- 3 dzielnice: Haibowan, Hainan, Wuda.